# Марцељани
Марцељани (Марциљани итал. Marcegliani) је насељено место у Републици Хрватској у Истарској жупанији. Административно је у саставу града Лабина.

## Географски положај
Насеље се налази око 3 км од центра Лабина и око 8 км од Рапца, у источној Истри. После настанка Републике Хрватске, насеље је преименовано у Марцељани (чак и Марчељани). Унутар овог малог насеља, постоји неколико делова. За поједине делове насеља користе се називи као: Томажићи, Маркулини, Блашковићи, Фарагуни, Драгари, Бохки, Флоки, Јураји итд.
Насеље обилује шумама у којима се могу пронаћи шпароге и разноврсне печирке. Марцељане окружује следећа насеља:Цере, Вели Гољи, Пустић, Бецићи (Бечићи) и Винеж.
Насеље је после реформе локалне самоуправе у Републици Хрватској било део Општине Свете Недеље, да би се десетак година касније припојило Граду Лабину.

## Историјски споменици
У пределу Бохки налази се спомен обележје Грижа. На том је месту 1942. одржан је историјски састанак Комунистичке партије Хрватске и Комунистичке партије Италије о борби против фашизма у склопу Народноослободилачке борбе (НОБ).

## Становништво
Према последњем попису становништва из 2001. године у насељу Марцељани живела су 162 становника која су живела у 45 породичних домаћинстава.
Кретање броја становника по пописима 1857—2001.
| година пописа  | 1857. | 1869. | 1880. | 1890. | 1900. | 1910. | 1921. | 1931. | 1948. | 1953. | 1961. | 1971. | 1981. | 1991. | 2001. |
| бр. становника | 0     | 0     | 0     | 65    | 85    | 143   | 0     | 0     | 220   | 269   | 234   | 192   | 186   | 170   | 162   |

Напомена:Од 1857. до 1880., 1921. и 1931. подаци су садржани у насељу Цере, општина Света Недеља. Исказује се као насеље од 1948.